# مايك كينغ (صحفي)
مايك كينغ (بالإنجليزية: Mike King)‏ هو صحفي أمريكي، ولد في 26 أكتوبر 1950 في جيفرسونفيلي في الولايات المتحدة.